# Viktor Ferdinand Brotherus
Viktor Ferdinand Brotherus, född 28 oktober 1849 i Sund, död 9 februari 1929 i Helsingfors, var en finländsk botaniker. Han var farbror till Karl Robert och Hjalmar Brotherus.
Brotherus föddes på Åland och flyttade i tioårsåldern till Tavastehus, där han fick sin gymnasieutbildning. Därefter följde studier vid Helsingfors universitet för bryologen Sextus Otto Lindberg. Brotherus blev filosofie kandidat 1870 och ämnade först att utbilda sig vidare till läkare, men avbröt medicinstudierna efter att ha fått blodförgiftning. Han blev filosofie magister 1873 och filosofie licentiat 1884. Därefter verkade han som lärare i matematik och naturkunnighet vid de svenskspråkiga flickskolorna i Vasa och Helsingfors. Senare blev han lektor och, år 1921, titulärprofessor.
Brotherus företog flera vetenskapliga resor, till Kolahalvön och Ryska Lappmarken, till Kaukasiska alperna och Centralasien, och ägnade sig särskilt åt studiet av mossorna, på vilket område han utgav ett flertal avhandlingar och var en erkänd auktoritet. Hans Die Laubmoosflora Fennoskandias (1923), en mossflora över Fennoskandia, blev ett standardverk inom området. Han upptäckte och beskrev 1 800 arter och 70 släkten. Hans mossherbarium (över 100.000 exemplar och 15.000 arter) förvarvades av Helsingfors universitet.
Auktorsnamnet Broth. kan användas för Viktor Ferdinand Brotherus i samband med ett vetenskapligt namn inom botaniken; se Wikipediaartiklar som länkar till auktorsnamnet.